# Sonet 35 (William Szekspir)

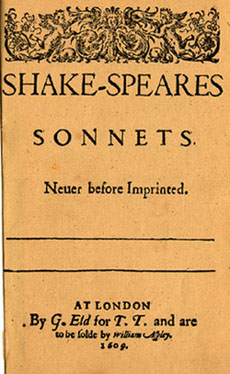
Strona tytułowa pierwszego wydania sonetów Shakespeare’a

Sonet 35 (Uczynku swego nie żałuj już dłużej) – jeden z cyklu sonetów autorstwa Williama Shakespeare’a. Po raz pierwszy został opublikowany w 1609 roku.

## Treść
W utworze tym podmiot liryczny prosi tajemniczego młodzieńca o to, by dłużej nie żałował swoich uczynków, gdyż każdy popełnia błędy.